# Guido Barbujani
Guido Barbujani (Adria, 31 gennaio 1955) è un genetista e scrittore italiano.
Durante la sua carriera accademica, ha lavorato alla Stony Brook University (Stato di New York), alle Università di Padova e Bologna, e dal 1996 è professore ordinario di genetica all'Università di Ferrara.
Dal 2011 al 2014 è stato presidente dell'Associazione Genetica Italiana.

## Studi
Dopo essersi laureato con lode in Scienze Biologiche nel 1978 presso l'Università di Ferrara, Guido Barbujani si è specializzato in genetica delle popolazioni, concentrandosi su numerosi aspetti della diversità della genetica umana e della biologia evoluzionistica. In collaborazione con Robert R. Sokal, è stato fra i primi a sviluppare i metodi statistici per confrontare dati genetici e linguistici, e per ricostruire così la storia evolutiva delle popolazioni umane. Le sue analisi della variabilità genetica in Europa sono fra i principali elementi a favore del modello di diffusione demica neolitica proposto per primo da Luca Cavalli-Sforza, secondo cui l'agricoltura si è diffusa in Europa soprattutto grazie all'immigrazione di agricoltori neolitici provenienti dal sudest.
Due importanti conseguenze di questi risultati sono: (1) che la maggior parte degli antenati degli attuali europei non si trovavano in Europa, ma nel vicino Oriente, fino all'epoca neolitica; e (2) che i primi agricoltori, nel corso della loro espansione verso ovest e verso nord, hanno portato con sé le loro tecnologie, i loro geni, e forse anche le loro lingue.
Autore di quattro romanzi e di numerosi saggi scientifici, uno dei quali in collaborazione con Pietro Cheli, nei suoi studi Barbujani si è anche occupato di DNA antico, nell'uomo di Cro-Magnon, negli Etruschi e nei Sardi dell'età nuragica. Attraverso lo studio del DNA e di come le differenze genetiche sono distribuite fra popolazioni umane, è arrivato a dimostrare come il concetto tradizionale di razza non rappresenti una descrizione soddisfacente della diversità umana. Al contrario, sembra che ogni gene o gruppo di geni presenti una diversa distribuzione, il che spiega come mai non si sia mai raggiunto un accordo fra i diversi cataloghi razziali proposti a partire dal Settecento.
Guido Barbujani è membro dell'"ALFRED (Allele FREquency Database) Advisory Board", nominato dalla National Science Foundation (USA), è faculty member della "European School of Medical Genetics", e associate editor delle riviste "BMC Genetics" e "Human Heredity".

## Riconoscimenti
Nel 2007 con il saggio L'invenzione delle razze vince il quinto Premio letterario Merck Serono, premio dedicato a saggi e romanzi, pubblicati in italiano, che sviluppino un confronto ed un intreccio tra scienza e letteratura, con l'obiettivo di stimolare un interesse per la cultura scientifica rendendo accessibile anche ai meno esperti.
Nel 2014 vince il Premio Napoli con la motivazione: Genetista di fama internazionale, Guido Barbujani si è segnalato per la sua opera di divulgazione scientifica, che ha avuto come oggetti privilegiati l'evoluzione umana e il tema delle "razze"; nonché per la sua produzione narrativa, tra fiction, autobiografia e documento. Per entrambe le vie, ha fornito al dibattito culturale utili antidoti a pericolose tendenze ideologizzanti e pseudo-scientifiche. La sua prosa, limpida ed efficace, e il senso innato della narrazione ne fanno una figura singolare nello scenario italiano dove, a dispetto di Galilei, la qualità media della divulgazione scientifica appare oggi modesta.
Nel 2017 viene nominato socio onorario del CICAP.

## Opere

### Pubblicazioni scientifiche
- Barbujani G. (1987) Autocorrelation of gene frequencies under isolation by distance, Genetics.
- Barbujani G., Oden N.L., Sokal R.R. (1989) Detecting regions of abrupt change in maps of biological variables, Systematic Zoology.
- Barbujani G. and Sokal R.R. (1990) Zones of sharp genetic change in Europe are also linguistic boundaries, Proceedings of the National Academy of Sciences USA.
- Barbujani G. and Sokal R.R. (1991) Genetic population structure of Italy. II. Physical and cultural barriers to gene flow, American Journal of Human Genetics.
- Barbujani G. (1991) What do languages tell us about human microevolution?, Trends in Ecology and Evolution.
- Barbujani G., and Pilastro A. (1993) Genetic evidence on origin and dispersal of human populations speaking languages of the Nostratic macrofamily, Proceedings of the National Academy of Sciences USA.
- Bertorelle G., and Barbujani G. (1995) Analysis of DNA diversity by spatial autocorrelation, Genetics.
- Barbujani G., Bertorelle G., Capitani G. and Scozzari R. (1995) Geographical structuring in the mtDNA of Italians, Proceedings of the National Academy of Sciences USA.
- Stenico M., Nigro L., Bertorelle G., Calafell F., Capitanio M., Corrain C. and Barbujani G. (1996) High mitochondrial sequence diversity in linguistic isolates of the Alps, American Journal of Human Genetics.
- Barbujani G., Magagni A., Minch E. and Cavalli-Sforza L.L. (1997) An apportionment of human DNA diversity, Proceedings of the National Academy of Sciences USA.
- Barbujani G. (1997) DNA variation and language affinities, American Journal of Human Genetics.
- Barbujani G., Bertorelle G. and Chikhi L. (1998) Evidence for Paleolithic and Neolithic gene flow in Europe, American Journal of Human Genetics.
- Chikhi L., Destro–Bisol G., Bertorelle G., Pascali V., and Barbujani G. (1998) Clines of nuclear DNA markers suggest a recent, Neolithic ancestry of the European gene pool, Proceedings of the National Academy of Sciences USA.
- Simoni L., Calafell F., Pettener D., Bertranpetit J. and Barbujani G. (2000) Geographic patterns of mt DNA diversity in Europe, American Journal of Human Genetics.
- Di Benedetto G., Nasidze I.S., Stenico M., Nigro L., Krings M., Lanzinger M., Vigilant L., Stoneking M., Pääbo S. and Barbujani G. (2000) Mitochondrial DNA sequences in prehistoric human remains from the Alps, European Journal of Human Genetics.
- Barbujani G. (2000) Genes, people, and languages, American Journal of Human Genetics.
- Barbujani G. and Bertorelle G. (2001) Genetics and the population history of Europe, Proceedings of the National Academy of Sciences.
- Pereira L., Dupanloup de Ceuninck I., Rosser Z., Jobling M. and Barbujani G. (2001) Y–chromosome mismatch distributions in Europe, Molecular Biology and Evolution.
- Vernesi C., Di Benedetto G., Caramelli D., Secchieri E., Katti E., Malaspina P., Novelletto A., Terribile Wiel Marin A. and Barbujani G. (2001) Genetic characterization of the body attributed to the evangelist Luke, Proceedings of the National Academy of Sciences USA.
- Romualdi C., Balding D., Nasidze I.S., Risch G., Robichaux M., Sherry S., Stoneking M., Batzer M. and Barbujani G. (2002) Patterns of human diversity, within and among continents, inferred from biallelic DNA polymorphisms, Genome Research.
- Chikhi L., Nichols R.A., Barbujani G., Beaumont M.A. (2002) Y genetic data support the Neolithic Demic Diffusion model, Proceedings of the National Academy of Sciences USA.
- Caramelli D., Lalueza–Fox C., Vernesi C., Lari M., Casoli A., Mallegni F., Chiarelli B., Dupanloup I., Bertranpetit J., Barbujani G., Bertorelle G. (2003) Evidence for a genetic discontinuity between Neandertals and 24,000–year–old anatomically modern Europeans, Proceedings of the National Academy of Sciences USA.
- Barbujani G., Bertorelle G. (2003) Were Cro–Magnons too like us for DNA to tell?, Nature.
- Vernesi C., Caramelli D., Dupanloup I., Bertorelle G., Lari M., Cappellini E., Moggi J., Chiarelli B., Castrì L., Casoli A., Mallegni F., Lalueza–Fox C. and Barbujani G. (2004). The Etruscans: A population–genetic study, American Journal of Human Genetics.
- Barbujani G. and Goldstein D.B. (2004) Africans and Asians abroad: Genetic diversity in Europe, Annual Review of Genomics and Human Genetics.
- Dupanloup I., Bertorelle G., Chikhi L. and Barbujani G. (2004) Estimating the impact of prehistoric admixture on the Europeans' genome, Molecular Biology and Evolution.
- Barbujani G. (2004) Human races: Classifying people vs. understanding diversity, Current Genomics.
- Caramelli D., Lalueza-Fox C., Condemi S., Longo L., Milani L., Manfredini A., de Saint Pierre M., Adoni F., Lari M, Giunti P., Ricci S., Casoli A., Calafell F., Mallegni F., Bertranpetit J., Stanyon R., Bertorelle G., Barbujani G. (2006) A highly divergent mtDNA sequence in a Neandertal individual from Italy, Current Biology.
- Belle E.M.S., Ramakrishnan U., Mountain J. and Barbujani G. (2006) Serial coalescent simulations suggest a weak genealogical relationship between Etruscans and modern Tuscans, Proceedings of the National Academy of Sciences USA.
- Guimaraes S., Ghirotto S., Benazzo A., Milani L., Lari M., Pilli E., Pecchioli E., Mallegni F., Lippi B., Bertoldi F., Gelichi S., Casoli A., Belle E.M.S., Caramelli D., Barbujani G. (2009) Genealogical discontinuities among Etruscan, Medieval and contemporary Tuscans, Molecular Biology and Evolution.
- Ghirotto S., Mona S., Benazzo A., Paparazzo F., Caramelli D., Barbujani G. (2010) Inferring genealogical processes from patterns of Bronze–age and modern DNA variation in Sardinia, Molecular Biology and Evolution.
- Barbujani G. and Colonna V. (2010) Human genome diversity: Frequently asked questions, Trends in Genetics.
- Barbujani G. (2012) Human genetics: Message from the Mesolithic, Current Biology.
- Barbujani G., Pigliucci M. (2013) Human races, Current Biology.
- Barbujani G., Ghirotto S., Tassi F. (2013) Nine things to remember about human genome diversity, Tissue Antigens.
- Reyes-Centeno H., Ghirotto S., Détroit F., Grimaud-Hervé D., Barbujani G., Harvati K. (2014) Genomic and cranial phenotype data support multiple modern human dispersals from Africa and a Southern route into Asia, Proceedings of the National Academy of Sciences USA.
- Tassi F., Ghirotto S., Mezzavilla M., Torres Vilaça S., De Santi L., Barbujani G. (2015) Early modern human dispersal from Africa: Genomic evidence for multiple waves of migration, Investigative Genetics.
- Lobon I., Tucci S., de Manuel M., Ghirotto S., Benazzo A., Prado-Martinez J., Lorente-Galdos B., Nam K., Dabad M., Hernandez-Rodriguez J., Comas D., Navarro A., Schierup M.H., Andres A.M., Barbujani G., Hvilsom C., Marques-Bonet T. (2016) Demographic history of the genus Pan inferred from whole mitochondrial genome reconstructions, Genome Biology and Evolution.
- de Manuel M., Kuhlwilm M., Frandsen P., Sousa V., Desai T., Prado-Martinez J., Hernandez-Rodriguez J., Duperret I., Lao O., Hallast P., Schmidt J., Heredia-Genestar J.M., Benazzo A., Barbujani G., Peter B.M., Kuderna L.F.K., Casals F., Angedakin S., Langergraber K., Arandjelovic M., Kühl H., Vigilant L., Boesch C., Novembre J., Gut M., Gut I., Navarro A., Carlsen F., Andrés A.M., Siegismund H.R., Scally A., Excoffier L., Tyler-Smith C., Castellano S., Xue Y., Hvilsom C., Marques-Bonet T. (2016) Chimpanzee genomic diversity reveals ancient admixture with bonobos, Science.

### Saggistica e narrativa
- Dopoguerra. Sironi. 2002. 144 pagine. ISBN 8851800910.
- Questione di razza. Mondadori. 2003. 192 pagine. ISBN 88-04-51912-6.
- Dilettanti. Sironi. 2004. 160 pagine. ISBN 8851800391.
- L'invenzione delle razze. Capire la biodiversità umana. Bompiani. 2006. 177 pagine. ISBN 88-452-5745-2.
- Europei senza se e senza ma. Storie di Neandertaliani e di immigrati. Bompiani. 2008. 280 pagine. ISBN 9788845261619.
- Sono razzista, ma sto cercando di smettere. Laterza. 2010. 128 pagine. ISBN 8842092462.
- Morti e sepolti. Bompiani. 2010. 224 pagine. ISBN 978-88-452-6624-9.
- Lascia stare i santi. Una storia di reliquie e di scienziati. Einaudi. 2014. 224 pagine. ISBN 978-88-06-21681-8.
- Gli africani siamo noi. Alle origini dell'uomo. Laterza. 2016. 137 pagine. ISBN 978-88-581-2520-5.
- Il giro del mondo in sei milioni di anni (con Andrea Brunelli). Il Mulino. 2018. 176 pagine. ISBN 978-88-15-27420-5.
- Tutto il resto è provvisorio. Bompiani. 2018. 224 pagine. ISBN 978-88-452-9704-5.
- Sillabario di genetica per principianti. Bompiani. 2019. 272 pagine. ISBN 978-88-301-0098-5.
- Soggetti smarriti. Bompiani. 2020. 192 pagine. ISBN 978-88-06-25230-4.
- Come eravamo. Storie dalla grande storia dell'uomo. Laterza. 2022. 208 pagine. ISBN 978-88-581-4878-5.
- L'alba della storia. Una rivoluzione iniziata diecimila anni fa. Laterza. 2024. 208 pagine. ISBN 9788858155141.

## Podcast
- La nostra grande storia, di Guido Barbujani e di Mario Tozzi, prodotto da Frame-Festival della Comunicazione, su Audible, 2021